# 四旬節
四旬節（しじゅんせつ、ラテン語: Quadragesima、英語: Lent）または大斎節（だいさいせつ、レント）は、カトリック教会および保守的なプロテスタント宗派の典礼暦（教会暦）において、復活祭（日曜日）の46日前の水曜日（灰の水曜日）から復活祭の前日（聖土曜日）までの期間を指す用語である。

## 概要
「四旬」とは40日間のことであるが、主日（日曜日）は数えないため、四旬節は復活祭の46日前（水曜日）から始まる。復活祭は移動祝日（春分後、最初の満月の次の日曜日）であり、3月22日から4月25日のいずれかの日曜日に当たるので、四旬節も2月4日から3月10日の間に始まる。
四旬節の初日は「灰の水曜日」と呼ばれる。
四旬節第四主日は、灰の水曜日と復活祭の中間という位置づけがされることがある。
復活祭前週の日曜日は「受難の主日」または「枝の主日」と呼ばれる。「受難の主日」から聖週間が始まる。
聖週間の木曜日は「聖木曜日」あるいは「洗足木曜日」と呼ばれ、最後の晩餐を記念する。
聖週間の金曜日は「聖金曜日」と呼ばれ、主イエスの受難に思いをはせる日になっている。
聖週間の土曜日は「聖土曜日」と呼ばれる。聖土曜日の深夜に「復活徹夜祭」が行われて四旬節が終わり、復活祭が訪れる。
カトリック教会をはじめとする多くのキリスト教会では、聖木曜日・聖金曜日・聖土曜日の3日間を「聖なる過越の3日間」と呼んで特別に扱っている。
またカトリック教会では四旬節中の金曜日に、イエス・キリストの受難を思い起こす儀式である「十字架の道行き」を行う習慣がある。

## 四旬節の起源
「40」という数字は、旧約聖書の中で特別な準備期間を示す数字であった。例えば、モーセは民を率いて40年荒野を彷徨っている。ヨナはニネヴェの人々に40日以内に改心しなければ街が滅びると預言した。イエスは公生活を前に40日間荒野で過ごし、断食した。四旬節の40日間はそのような伝統に従い、キリスト教徒にとってはイエスに倣うという意義のある準備期間となっている。
「四旬節」の語源「クアドラゲシマ」（Quadragesima）はラテン語で「40番目」を意味し、元は初代教会で復活祭を前に行っていた「40時間」の断食のことであった。復活徹夜祭には成人の洗礼を行うのが初代教会以来の慣習であり、受洗者たちも初聖体に備えて40時間断食を行っていた。後にこの40時間（聖金曜日から復活祭まで）が6日間に延ばされた。さらに延びて6週間の洗礼準備が行われるようになった。四旬節は本来、復活祭に洗礼を受ける求道者のために設けられた期間であった。4世紀終わり頃のエルサレムでは復活祭前の7週間、毎週3時間の受洗準備が行われていたという記録がある。4世紀に入ってミラノ勅令によりキリスト教が公認されると、受洗者の数が激増して一人ひとりに対しての十分な準備が行き届かないようになったため、従来は求道者のみに課していた復活祭前の節制の期間を全信徒に対して求めるようになった。これが四旬節の起源である。
ヨーロッパのいくつかの言語では、ラテン語の「クアドラゲシマ」が変形した名称が用いられている。スペイン語の「クアレスマ」（Cuaresma）、アイルランド語の「カルハス」（Carghas、英語の複合語「クオドラジェシマ・サンデー」（Quadragesima Sunday）などである。また英語では「レント」（Lent）という語が用いられるが、この言葉は元々ゲルマン語で「春」を表す言葉に由来する。カトリック教会の説教は元々ラテン語で行われていたが、中世後期になって各言語での説教が行われるようになるとともに、四旬節の呼び名も各地の言語に基づいたものに変化していったと考えられる。

## 四旬節中の慣習
四旬節では伝統的に食事の節制と祝宴の自粛が行われ、償いの業が奨励されてきた。四旬節の節制は伝統的に、祈り、断食、慈善の3点を通じた悔い改めの表明と解される。現在も神に対しての祈り、自分自身に対しての節制、さらに他人に対する慈善の3つが四旬節の精神として教えられており、娯楽の自粛や慈善活動への積極的な参加を行う信徒もある。
四旬節中に食事の節制を行う慣習には実践的な意味もあるとされる。というのも、古代社会では秋の収穫が初春には少なくなることが多かったため、春に入る時期には食事を質素なものにして乗り切らなければならなかったのである。
喜びを抑える期間という伝統から、カトリック教会のミサやでは、四旬節中は「栄光唱」（グローリア）、「アレルヤ唱」が歌われない。ただし祝日や祭日の場合には栄光唱は歌われる。福音朗読の前のアレルヤ唱は詠唱に変えられる。かつてはアレルヤ唱は四旬節を準備する七旬節（四旬節の3週間前）から歌われなかったが、第2バチカン公会議の典礼改革により四旬節にのみ歌わないことに改められた。

### 節制の意義
四旬節中には厳格な断食をなすという習慣は、古代末期から中世にかけて確立する。肉はもちろん卵、乳製品の摂取が禁じられており、一日一度しか十分な食事を摂ることができないとされた。キリスト教では、イエス・キリストの受難と死は人間の罪を贖うためであると考えてきた。古代以来、キリスト教徒たちはその苦しみに少しでもあずかろうとしてきたのである。
中世に入るとそのような意義が忘れられ、徐々にしぶしぶ行う義務的な節制という意識が強まってきた。四旬節に入る前に祝宴を行う習慣は「カーニバル（謝肉祭）」として現代に至っている。元々カーニバルはキリスト教と無関係な異教の慣習に由来するといわれているが、いつのまにか四旬節中の肉の節制に入る前にドンちゃん騒ぎをする習慣として根付くことになった。マルディグラと呼ばれる祝いは特に有名である。
そうしたことから、近代以降の西方教会では節制を「義務」でなく「自ら選び取る」ものであるということを強調するようになった。西方教会では食事の節制を形式的なものと考え、肉などの主要な食べ物でなく自分が好きな食べ物を節制する、あるいは自分が好きな娯楽を自粛する、節制の代わりに慈善活動を行う、などといったことも行われるようになった。
現代でもキリスト教徒にとって、四旬節中の節制にはキリストの苦しみを分かち合うという意味がある。しかし今日では、アメリカナイズや物質文明などの社会の変化により、西方教会においてはかつてのような厳格な実施は求められていない。
現代のカトリック教会における四旬節中の節制は以下のようなものである。まず、対象となるのは18歳から60歳までの健康な信徒である（教会法1251条）。教会法1253条は大斎の実施については各国の司教団の決定に従うよう書かれている。基本的には大斎の日には一日一度十分な食事をとり、あとの2回は僅かに抑える。大斎の日には肉を摂らないという小斎も同時に行われる。現行のカトリック教会法では毎週金曜日と灰の水曜日や聖金曜日に小斎を行うというのが基本的な形式である。

## 他教派での呼称
聖公会では「大斎節」と呼び、日本基督教団など多くのプロテスタントの教派は「受難節」と呼ぶ。
正教会では「大斎（おおものいみ）」に相当する。ただし、正教会における大斎の始まりは日曜日日没（教会暦でいう月曜日・教会暦は日没を一日の境目と捉える）であることや、東方教会の復活祭の日付は西方教会と必ずしも一致しないため大斎と四旬節は年によって1週から5週ほどのずれを生じていることなどにより、期間には相違がある。